# Gilbert Dussier
Gilbert Dussier (ur. 23 grudnia 1949 w Oïcha-Beri, zm. 3 stycznia 1979) – piłkarz luksemburski grający na pozycji napastnika. W swojej karierze rozegrał 39 meczów w reprezentacji Luksemburga, w których strzelił 9 goli.

## Kariera klubowa
Karierę piłkarską Dussier rozpoczął w klubie Red Boys Differdange. W sezonie 1967/1968 zadebiutował w jego barwach w pierwszej lidze luksemburskiej. W 1970 roku wywalczył wicemistrzostwo Luksemburga, a w 1972 roku został mistrzem tego kraju. W sezonie 1971/1972 zdobył też Puchar Luksemburga. W 1973 roku odszedł z Red Boys do Jeunesse Esch. W sezonie 1973/1974 sięgnął z Jeunesse po dublet.
Latem 1974 roku Dussier wyjechał do Niemiec i został zawodnikiem Röchling Völklingen, grającego w 2. Bundeslidze. W 1975 roku odszedł do francuskiego AS Nancy. Po dwóch latach gry w pierwszej lidze Francji przeszedł do drugoligowego Lille OSC. W sezonie 1977/1978 wygrał z nim rozgrywki drugiej ligi francuskiej, a następnie przeszedł do belgijskiego Waterschei Thor, swojego ostatniego zespołu w karierze.
3 stycznia 1979 Dussier zmarł na białaczkę.

## Kariera reprezentacyjna
W reprezentacji Luksemburga Dussier zadebiutował 24 lutego 1971 w przegranym 0:6 meczu eliminacji do Euro 72 z Holandią. W swojej karierze grał też w eliminacjach do MŚ 1974, Euro 76, MŚ 1978 i Euro 80. Od 1971 do 1978 roku rozegrał w kadrze narodowej 39 meczów i strzelił 9 goli.